# 応物寺五重塔

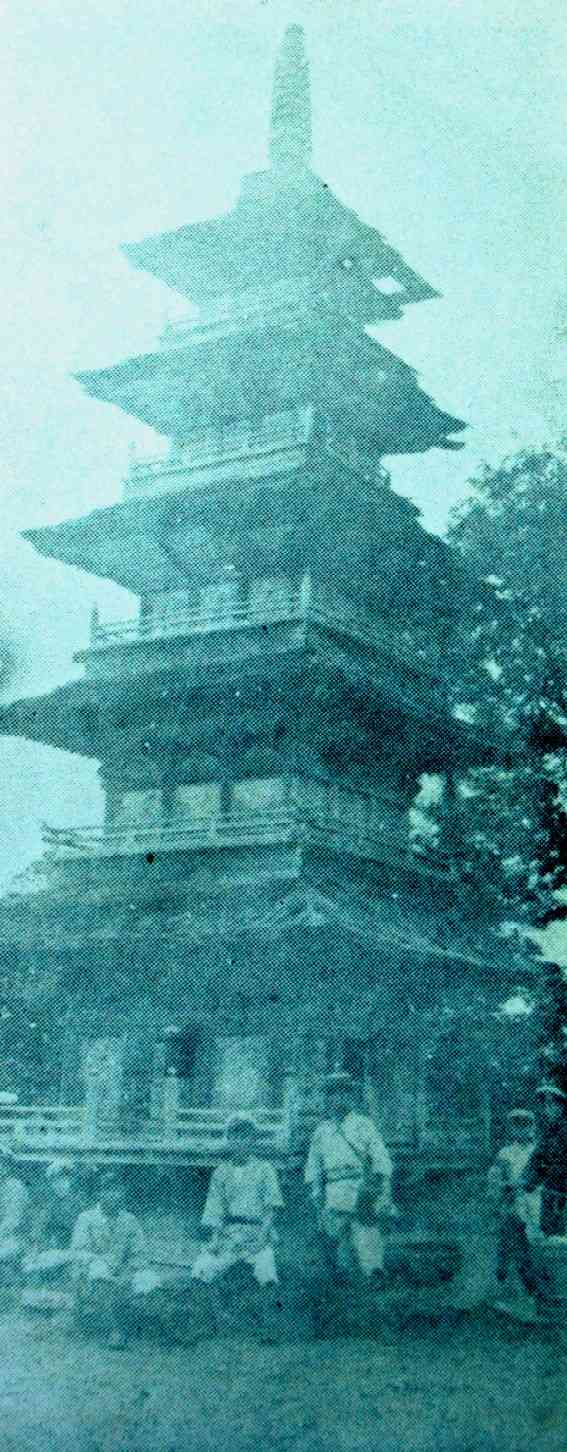
応物寺五重塔、撮影時期不明

応物寺五重塔（おうもつじごじゅうのとう）は、青森県三戸郡階上町の海潮山応物寺にあった仏塔。屋外の五重塔としては日本最小（高さ16.7mで室生寺のものより小さい）で、地域のランドマークとして学童の遠足などで親しまれた。

## 歴史
- 1740年（元文5年）建立が発願され、1744年（延享元年）に竣工し、翌年の延享2年8月落慶した。
- 1912年（大正2年）8月22日の台風で塔が倒壊する。現在は相輪のみが残る。
- 塔の倒壊を惜しんで階上町役場に塔の模型が制作された。